# Vazgen Sargsyan
Vazgen Sargsyan, noto anche con lo pseudonimo di Sparapet (in armeno Վազգեն Սարգսյան; Ararat, 5 marzo 1959 – Erevan, 27 ottobre 1999), è stato un politico e militare armeno.

## Biografia
Dal dicembre 1991 all'ottobre 1992 e nuovamente dal luglio 1995 al giugno 1999 è stato ministro della difesa del governo armeno.
Ha ricoperto invece il ruolo di primo ministro dell'Armenia dal giugno al novembre 1999, prima di essere assassinato.
Il suo nome è salito alla ribalta nella scena politica armena alla fine degli anni '80, quando il Movimento Karabakh rivendicò l'unificazione dell'Oblast' autonoma del Nagorno Karabakh all'Armenia e quindi quando diversi gruppi di volontari armeni si scontrarono con le forze armate dell'Azerbaigian.
Nominato ministro della difesa dal presidente Lewon Ter-Petrosyan poco dopo l'indipendenza dell'Armenia dall'Unione Sovietica alla fine del 1991, Sargsyan divenne il comandante più importante delle forze armene durante la prima guerra del Nagorno Karabakh. Ha infatti guidato le operazioni militari in zona di guerra fino al 1994, quando fu raggiunto un accordo per il cessate il fuoco e quando vi fu di fatto l'unificazione del Nagorno Karabakh con l'Armenia.
Negli anni successivi alla guerra, Sargsyan assunse totalmente il controllo delle Forze armate dell'Armenia. Dopo aver sostenuto Ter-Petrosyan per la sua riconferma al potere, ha costretto lo stesso presidente a lasciare il suo posto nel 1998 e in seguito, anche grazie all'aiuto dell'ex guida comunista Karen Demirchyan, è stato eletto con una grande maggioranza come primo ministro.
Fu assassinato durante una sparatoria avvenuta nell'ottobre 1999 al Parlamento armeno, in cui vi furono altre vittime tra cui lo stesso Demirchyan.
A succedergli come Primo ministro fu il fratello minore Aram Sargsyan.
Vasgen Sargsyan è considerato un eroe in Patria, dal momento che ha contribuito in maniera consistente al raggiungimento dell'indipendenza del Paese e ha garantito la sicurezza durante il periodo in cui è stato capo dell'esercito e poi del Governo. Gli è stato attribuito storicamente l'appellativo Sparapet o più affettuosamente Sparapetin. Inoltre è tra gli insigniti dell'onorificenza di Eroe nazionale dell'Armenia. È sepolto nel sacrario militare di Yerablur, dove la sua tomba è posta di fronte a quella del generale Andranik Ozanian e accanto a quella di Monte Melkonian.